# Vol Dan-Air 1903
Le 3 juillet 1970, un De Havilland Comet assurant le vol Dan-Air 1903, un vol charter international reliant Manchester, au Royaume-Uni, à Barcelone, en Espagne, exploité par Dan-Air (en) sous contrat avec le voyagiste britannique Clarksons Holidays (en), s'est écrasé sur les pentes boisées du massif du Montseny, prés d'Arbúcies, en Catalogne, en Espagne. 
L'accident n'a laissé aucun survivant parmi les 112 personnes à bord de l'appareil. Il s'agit du premier accident aérien mortel de la compagnie Dan-Air (en) impliquant des passagers, ainsi que du crash aérien le plus meurtrier de l'histoire impliquant un De Havilland Comet. 

## Avion

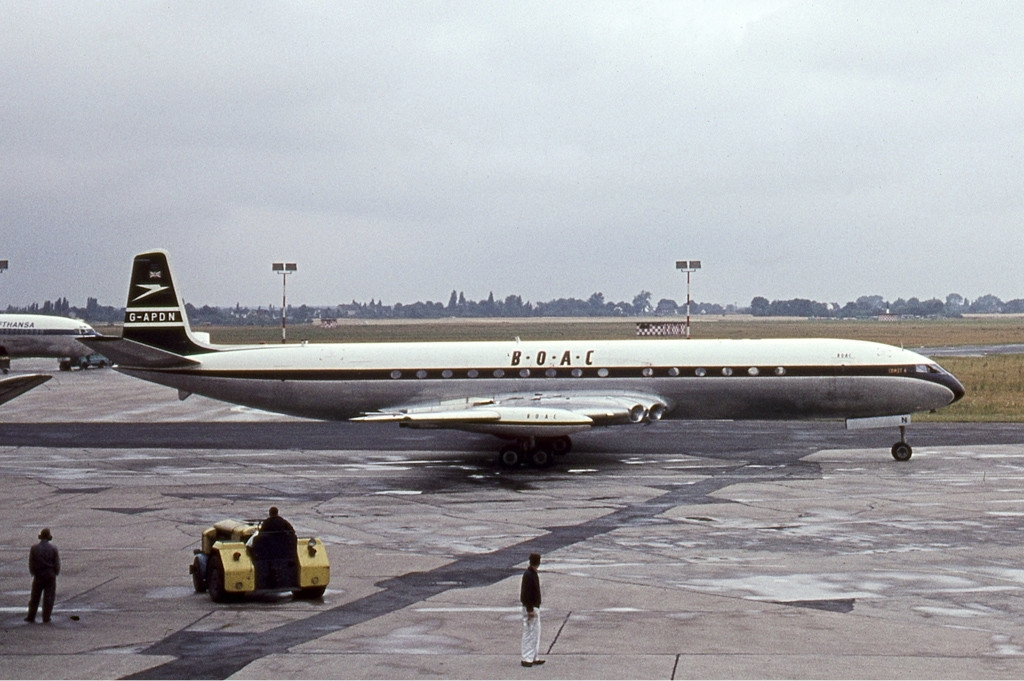
G-APDN, l'appareil impliqué dans l'accident, ici photographié en juillet 1964, lorsqu'il était exploité par BOAC.

L'appareil impliqué est un De Havilland DH 106 Comet series 4, immatriculé G-APDN, qui a effectué son premier vol en 1959. La compagnie assurant le vol 1903, Dan-Air (en), a acquis l'avion auprès de British Overseas Airways Corporation, son opérateur d'origine, en 1969. Au moment de l'accident, il avait effectué 25 786 heures de vol.

## Cause
L'enquête a identifié comme cause probable de cet accident une combinaison d'informations erronées, en rapport avec des points de report effectués durant le vol, et de l'existence d'un écho radar émanant d'un autre avion qui a survolé la balise non directionnelle (NDB) de Sabadell, en même temps que le vol 1903 a signalé par erreur l'avoir dépassé. 
Cela a entraîné une erreur de la part du contrôle aérien et des pilotes qui, au moment où le contrôleur aérien s'est rendu compte que les instructions transmises à l'équipage avaient été données en réponse à un malentendu mutuel, résultant d'une erreur de navigation, de la part des pilotes, passé inaperçu aux yeux du contrôle aérien, n'a pas pu être corrigée suffisamment à temps pour éviter l'impact contre le relief.